# Теорема Лохса
В теорії чисел, теорема Лохса — теорема про швидкість збіжності розкладу ланцюгового дробу типового дійсного числа. Доведення теореми було опубліковано Ґуставом Лохсом в 1964 році.
Теорема стверджує, що для практично всіх дійсних чисел в інтервалі (0,1) кількість членів m у розкладі ланцюгового дробу цього числа, необхідних для визначення перших n місць десяткового зображення числа асимптотично поводисться як:
{\displaystyle \lim _{n\to \infty }{\frac {m}{n}}={\frac {6\ln(2)\ln(10)}{\pi ^{2}}}\approx 0.97027014} послідовність A086819 з Онлайн енциклопедії послідовностей цілих чисел, OEIS.
Оскільки ця межа лише трохи менша одиниці, що можна інтерпретувати як те, що кожен додатковий термін у розкладі ланцюгового дробу «типового» дійсного числа збільшує точність наближення приблизно на одну десяткову позицію. Десяткова система є останньою позиційною системою запису, для якої кожна цифра містить менше інформації, ніж одна частка (коефіцієнт) ланцюгового дробу; перехід до 11-вої бази (зміна {\displaystyle \ln(10)} на {\displaystyle \ln(11)}у рівнянні) робить вищевказане значення більшим одиниці.
Відносно цього ліміту,
{\displaystyle {\frac {\pi ^{2}}{6\ln(2)\ln(10)}}\approx 1.03064083} послідовність A062542 з Онлайн енциклопедії послідовностей цілих чисел, OEIS,

Три типові числа, і золотий перетин. Типові числа знаходяться на лінії приблизно 45°, оскільки кожен коефіцієнт ланцюгового дробу дає приблизно одну десяткову цифру. Золотий претин з іншого боку, — це число, яке вимагає більшої кількости коефіцієнтів для кожної цифри

є вдвічі більшою за десятковий логарифм сталої Леві.
Яскравим прикладом числа, що не проявляє такої поведінки, є золотий перетин - іноді відоме як «найбільш ірраціональне» число — коефіцієнти ланцюгового дробу якого — всі одиниці, найменші можливі в канонічній формі. У середньому йому потрібно приблизно 2.39 коефіцієнтів ланцюгового дробу на кожну десяткову цифру